# PlayStation VR Worlds
PlayStation VR Worlds è una raccolta di videogiochi sviluppata da SCE London Studio e pubblicata da Sony Interactive Entertainment. È stato distribuito nel mese di ottobre 2016, come titolo di lancio per il visore di realtà virtuale PlayStation VR. Il gioco include cinque diverse esperienze, tra cui London Heist, VR Luge, Scavenger's Odyssey, Ocean Descent e Danger Ball. Il gioco ha ricevuto recensioni contrastanti al momento della pubblicazione.

## Modalità di gioco
Essendo un gioco in realtà virtuale, PlayStation VR Worlds offre cinque diverse esperienze, tra cui:
- London Heist: è uno sparatutto in prima persona in cui il giocatore controlla un mafioso che ha il compito di rubare un diamante. Questa esperienza portò l'ispirazione per la creazione di un altro gioco di nome Blood & Truth.
- VR Luge: in VR Luge, il personaggio del giocatore si sdraia su uno skateboard per scendere lungo una strada in discesa mentre cerca di schivare dei veicoli.
- Scavenger's Odyssey: i giocatori esplorano un luogo fantascientifico sconfiggendo gli alieni usando il raggio Scavenger e i cannoni a impulsi
- Ocean Descent: il personaggio del giocatore scende nelle profondità dell'oceano e osserva diversi animali marini.
- Danger Ball: Danger Ball è un gioco sportivo in cui l'avatar del giocatore usa la testa per colpire una palla. Questo gioco ricorda molto Pong.

## Sviluppo
SCE London Studio è lo sviluppatore del gioco. L'annuncio ufficiale è avvenuto nel marzo 2017. Prima dell'annuncio del gioco, Ocean Descent (precedentemente noto come Into the Deep), London Heist e VR Luge sono stati creati come demo tecnica per PlayStation VR . Solo il livello London Heist supporta l'utilizzo del controller PlayStation Move. Il gioco è stato pubblicato il 13 ottobre 2016 come titolo di lancio per il visore di realtà virtuale della PlayStation 4, il PlayStation VR.

## Accoglienza
Il gioco ha ricevuto recensioni contrastanti secondo Metacritic. London Heist è stato comunemente chiamato dalla critica come uno dei migliori livelli del gioco (che portò allo sviluppo di un altro gioco ispirato di nome Blood & Truth). Anche Ocean Descent è stato elogiato, anche se molti critici l'hanno notato come un'esperienza "passiva" ovvero un gioco in cui bisogna soltanto guardarsi intorno senza fare effettivamente qualcosa. Scavengers Odyssey è stato pesantemente criticato per aver indotto la cinetosi. La mancanza di rigiocabilità del gioco e il prezzo costoso sono stati anche criticati, con Chris Carter di Destructoid  che ha definito il titolo una "demo a pagamento".

## Eredità
L'esperienza "London Heist" è stata ampliata da London Studio trasformandola in un gioco completo chiamato Blood & Truth, che è stato pubblicato il 28 maggio 2019.